# HD 100546
HD 100546 ، المعروف أيضا باسم KR Muscae ، هو نجم يبعد حوالي 320 سنة ضوئية من الأرض . يدور حول ما يقرب من 20 MJ كوكب خارج المجموعة الشمسية في 6.5 AU ،  على الرغم من أن المزيد من الفحص لملف تعريف القرص يشير إلى أنه قد يكون كائنًا أكثر ضخامة مثل قزم بني أو أكثر من كونه كوكب واحد. يحيط بالنجم قرص محيطي مسافتة 0.2 إلى 4 وحدة فلكية ، ومرة أخرى من 13وحدة فلكية إلى خارج بضع مئات من الوحدات الفلكية ، مع أدلة على تشكيل كوكب أولي على مسافة حوالي 47 وحدة فلكية .
يُقدّر أن يكون عمره حوالي 10 ملايين عام ، وهو في الحد الأعلى لعمر فئة النجوم التي ينتمي إليها - نجم هيربيرغ Ae / Be ، وكذلك أقرب مثال على النظام الشمسي .

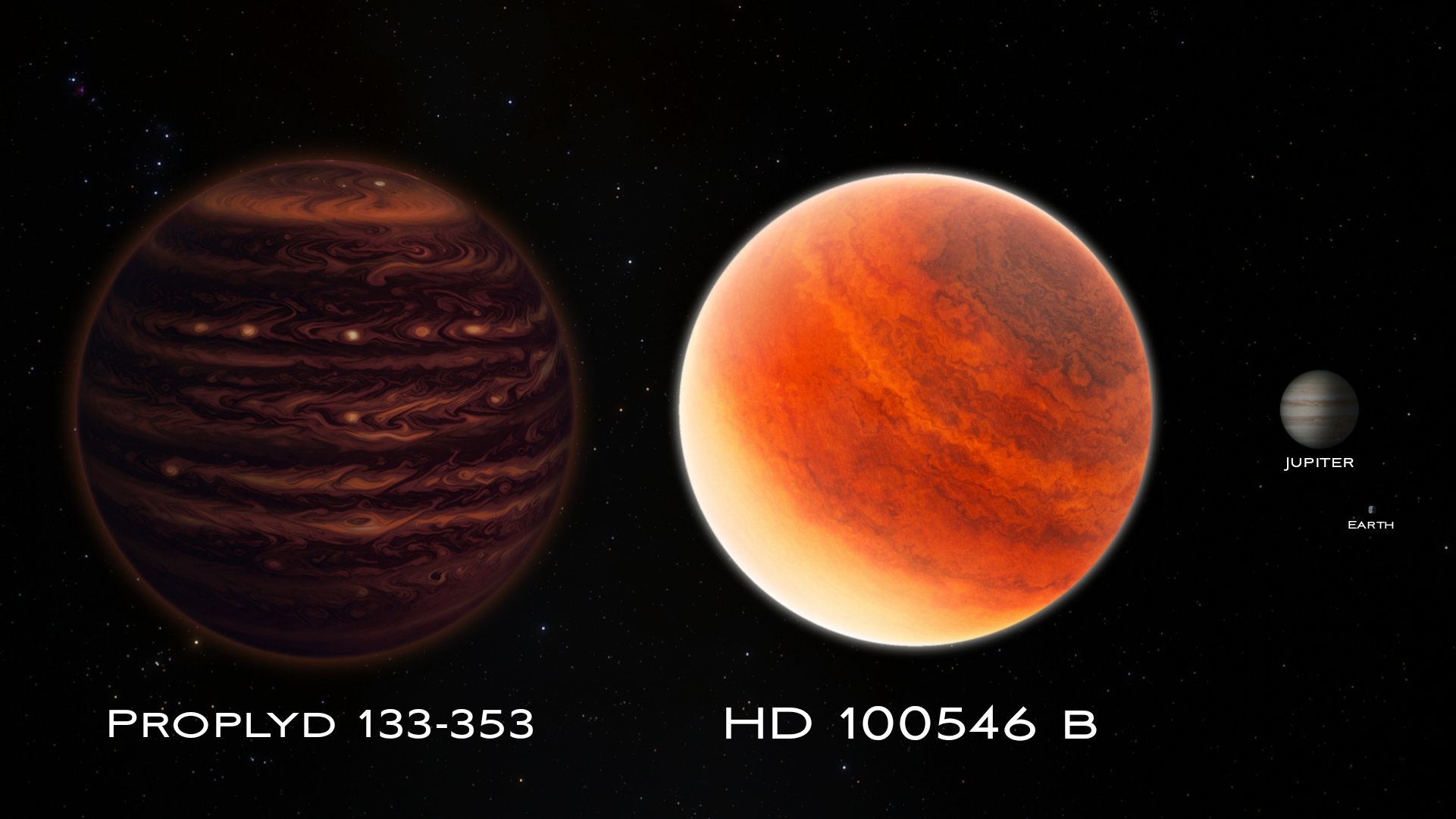

| رفيق (بالترتيب من النجم) | كتلة      | نصف المحور الرئيسي ( بالوحدات الفلكية ) | المداري ( أيام ) | غرابة | ميل | نصف القطر          |
| ------------------------ | --------- | --------------------------------------- | ---------------- | ----- | --- | ------------------ |
| بي                       | > 20 م. ي | 6.5                                     | -                | -     | -   | <6.9 نصف قطر مشتري |
| سي                       | -         | 13.5                                    | -                | -     | -   | -                  |

## ولادة محتملة لكوكب جديد
في عام 2013 ، أفاد الباحثون أنهم وجدوا ما يشبه كوكب في طور التكوين ، مضمن في قرص النجم الكبير من الغاز والغبار. إذا تم التأكيد علي ذلك ، فسوف يمثل أول فرصة لدراسة المراحل المبكرة من تكوين الكواكب بشكل ملاحظ.

## اتش دي 100546 بي
تم جمع أدلة على وجود رفيق كوكبي لـ اتش دي 100546 باستخدام مطياف UVES echelle في VLT في شيلي . هذا يؤكد البيانات الأخرى التي تشير إلى وجود رفقة كوكبيبة. اتش دي   100546 بي   قد يكون أكبر كوكب خارج المجموعة الشمسية المكتشفة بحجم كوكب وقرص محيط  يبلغ حوالي 6.9 نصف قطر المشتري ؛ حجم الكوكب يضعه بالقرب من الحدود بين كوكب كبير وقزم بني .
| الشمس   | اتش 100546 بي |
| ------- | ------------- |
| The Sun | Exoplanet     |

## المواد الكوكبية الأولية
تظهر الملاحظات البصرية الإكليلية باستخدام تلسكوب هابل الفضائي  أنماطًا حلزونية معقدة في القرص المحيط بالقمر . أسباب هذه الهياكل لا تزال غير مؤكدة. تشبه ألوان القرص تلك المستمدة من كائنات حزام كايبر Kuiper ، مما يشير إلى أن نفس عمليات التجوية تعمل في اتش دي 100546. القرص مسطح إلى حد ما ، بما يتفق مع حالة التطور المتقدمة.
يشير التحليل الطيفي لبيانات منتصف IR المأخوذة من OSCIR على تلسكوب بلانكو بطول 4 أمتار في مرصد أمريكان سيرو تولولو إلى وجود جزيئات صغيرة (10-18 ميكرون ) تحتوي على السيليكات . تم العثور على المواد على مسافة 17 وحدة فلكية بعيدا عن النجم ، ودرجة حرارة حوالي 227 كلفن.

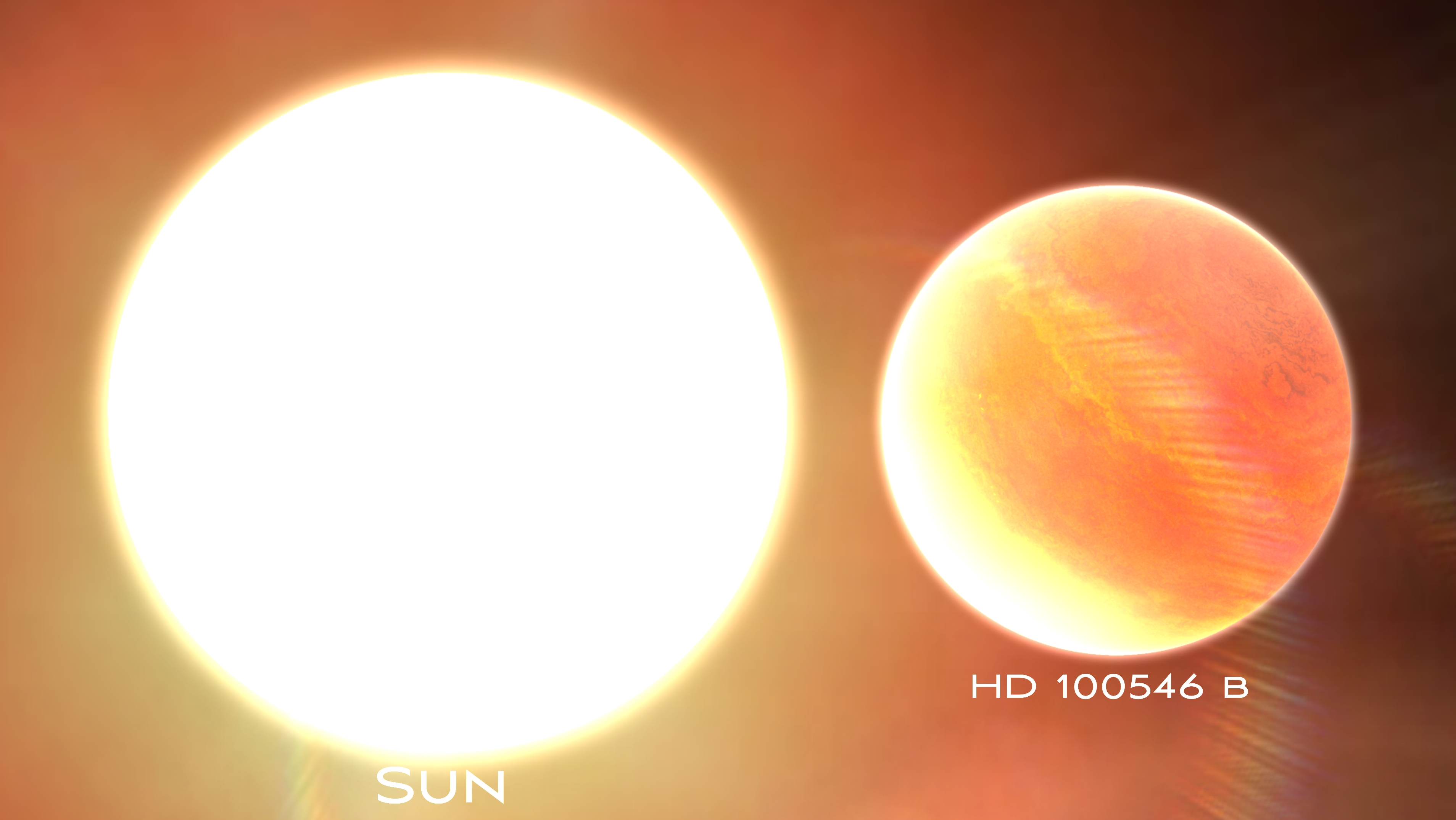

## روابط خارجية
- علم الفلك صورة اليوم - 2 مايو 2001

```
وصلة=| خريطة السماء
 
Coordinates
 
11h 33m 25.4408s, −70° 11′ 41.239″
```